# Luigi Allemandi
Luigi Allemandi (San Damiano Macra, Cúneo, 8 de noviembre de 1903-Pietra Ligure, Savona, 25 de septiembre de 1978) fue un futbolista y director técnico italiano. Se desempeñaba en la posición de defensa.

## Selección nacional
Fue internacional con la selección de fútbol de Italia en 24 ocasiones. Debutó el 4 de noviembre de 1925, en un encuentro amistoso ante la selección de Yugoslavia que finalizó con marcador de 2-1 a favor de los italianos.

### Participaciones en Copas del Mundo
| Mundial                        | Sede   | Resultado |
| ------------------------------ | ------ | --------- |
| Copa Mundial de Fútbol de 1934 | Italia | Campeón   |

## Clubes

### Como futbolista
| Club             | País   | Año       |
| ---------------- | ------ | --------- |
| A. C. Legnano    | Italia | 1921-1925 |
| Juventus F. C.   | Italia | 1925-1927 |
| Inter de Milán   | Italia | 1927-1928 |
| A. S. Ambrosiana | Italia | 1928-1935 |
| A. S. Roma       | Italia | 1935-1937 |
| Unione Venezia   | Italia | 1937-1938 |
| S. S. Lazio      | Italia | 1938-1939 |

### Como entrenador
| Club              | País   | Año  |
| ----------------- | ------ | ---- |
| S. S. Lazio       | Italia | 1939 |
| U. S. Alessandria | Italia | 1955 |

## Palmarés

### Campeonatos nacionales
| Título  | Club             | País   | Año     |
| ------- | ---------------- | ------ | ------- |
| Serie A | Juventus F. C.   | Italia | 1925-26 |
| Serie A | A. S. Ambrosiana | Italia | 1929-30 |

### Copas internacionales
| Título                 | Club                | País   | Año     |
| ---------------------- | ------------------- | ------ | ------- |
| Copa Dr. Gerö          | Selección de Italia | Italia | 1927-30 |
| Copa Dr. Gerö          | Selección de Italia | Italia | 1933-35 |
| Copa Mundial de Fútbol | Selección de Italia | Italia | 1934    |